# Die Aussicht
Die Aussicht ist ein Dokumentarfilm von Kurt Krigar aus dem Jahr 1966.

## Handlung
Der Regisseur fährt mit seinem Team durch die Bernauer Straße im West-Berliner Stadtbezirk Berlin-Wedding und sucht die Stelle, an der im Ostteil der Friedhof liegt. Man kann es nur erahnen, die zugemauerten Häuserfassaden erlauben von der Straße aus keinen Durchblick, denn hier befindet sich seit 1961 die Berliner Mauer. In einem Haus auf der Westseite erkennt er ein geöffnetes Fenster in einem der oberen Stockwerke, aus dem eine ältere Frau herausschaut, dort will er mit seinem Film über die Straße beginnen.
Die Mieterin, die dort seit 28 Jahren lebt, hatte 1924 in Schlesien geheiratet, bekam Kinder und zog 1939 nach Berlin in diese Wohnung und dachte, dass die Berliner ganz feine Menschen wären. Sie beschreibt dem Filmteam ihre Alltagseindrücke und auch die Geschichte ihres Lebens. Ihren ältesten Sohn hat sie im Krieg verloren, ebenso ihren Mann. Sie erzählt von den Anfängen des Mauerbaus, als sie sich nicht trauten in der Wohnung das Licht einzuschalten, so sehr wurde sie durch die Grenzsoldaten verängstigt, die auch heute hin und wieder mit dem Gewehr schießen. Sie versteht auch nicht, dass die Grenze überhaupt gezogen wurde, denn die Stadt war ja eins, die Straßenbahn fuhr hier durch, man ist zwischen West und Ost hin- und hergelaufen, ging auf beiden Seiten einkaufen und Freundschaften gab es auch. Jetzt werden die Häuser auf der Ostseite bis in die Höhe der ersten Etage abgerissen und nur die Frontmauern bleiben stehen. Dahinter wird alles dem Erdboden gleichgemacht, um eine bessere Sicht zu erzielen. Jetzt hat man auch die Sicht auf den Friedhof, der in der direkten Grenznähe ebenfalls dem Erdboden gleichgemacht wird, das heißt, auch die Grabsteine werden entfernt. Dafür laufen scharfe Hunde an einem Drahtseil entlang, damit sich kein Besucher des Friedhofs nähern kann. Nur die Versöhnungskirche steht noch, wenn sie auch schon etwas verfallen wirkt.
Die Kamera zeigt die ehemaligen Kreuzungen der Bernauer Straße mit der Brunnenstraße und der Strelitzer Straße. Am Ende befindet sich eine Aussichtsplattform, von der man in die Schwedter Straße und in die Oderberger Straße im Osten einsehen kann. Hier kommen täglich mehrere Busse mit Touristen an, die nach Ansicht der Rentnerin gar nicht mitbekommen um was es geht, denn sie können sich in der kurzen Zeit ihres Besuchs gar kein Bild machen. Die Andenken, die es dort zu kaufen gibt, befinden sich auch schon fast in jedem Haushalt der Besucher. Richtig erleben die Grenze nur diejenigen, die dort auch ständig wohnen.

## Produktion und Veröffentlichung
Die Uraufführung fand im Februar 1966 während der Westdeutschen Kurzfilmtage in Oberhausen statt.

## Auszeichnungen
- 1966: Deutscher Filmpreis: Filmband in Silber